# Ibros
Ibros település Spanyolországban, Jaén tartományban. Ibros Baeza, Lupión, Linares, Vilches, Rus és Canena községekkel határos. Lakosainak száma 2764 fő (2024).

## Népesség
A település népessége az elmúlt években az alábbi módon változott:
| Lakosok száma | 3063 | 3021 | 3176 | 3122 | 3059 | 3002 | 2925 | 2832 | 2787 | 2764 |
|               | 2001 | 2004 | 2007 | 2009 | 2012 | 2014 | 2017 | 2019 | 2022 | 2024 |